# Chung Hong-won
Dans ce nom coréen, le nom de famille, Chung, précède le nom personnel.
Pour les articles homonymes, voir Chung.
Chung Hong-won (정홍원), né le 9 octobre 1944, est un homme d'État sud-coréen, Premier ministre du 26 février 2013 au 17 février 2015.

## Biographie
Ancien procureur, Chung Hong-won est nommé Premier ministre de la République de Corée le 8 février 2013 par la présidente élue Park Geun-hye. Après l'investiture de celle-ci, il est confirmé par un vote du Parlement le 26 février, par 197 voix contre 67, et installé dans ses fonctions le même jour.
Il présente sa démission le 27 avril 2014, assumant personnellement la responsabilité du naufrage du ferry Sewol, qui a fait plus de 300 morts et disparus le 16 avril 2014. Il reste en poste jusqu'au 17 février 2015.